# Radio- und Fernsehturm Tianjin
Der Radio- und Fernsehturm Tianjin ist ein 415 Meter hoher Fernsehturm in der chinesischen Stadt Tianjin, gelegen im Stadtbezirk Hexi. Er ist nach dem Canton Tower und Oriental Pearl Tower der dritthöchste des Landes und der achthöchste der Welt. Der am 1. Januar 1991 eröffnete Turm hat bei 253 Meter eine Aussichtsplattform und auf 257 ein Drehrestaurant. Die 3,66 Meter breite Drehplattform bietet insgesamt bis zu 200 Gästen Platz. Der Radio- und Fernsehturm Tianjin überträgt neun Radio- und sieben Fernsehprogramme.

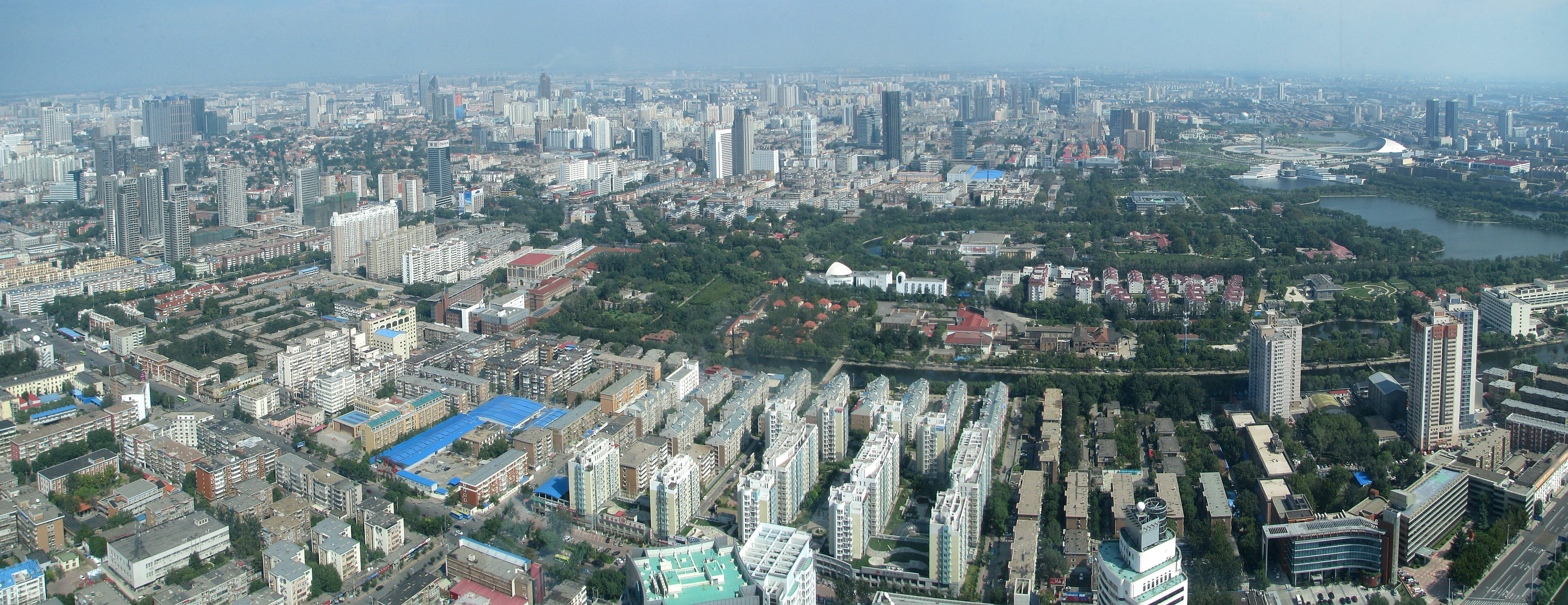
Blick vom Fernsehturm Richtung Osten, rechts das Tianjin-Museum
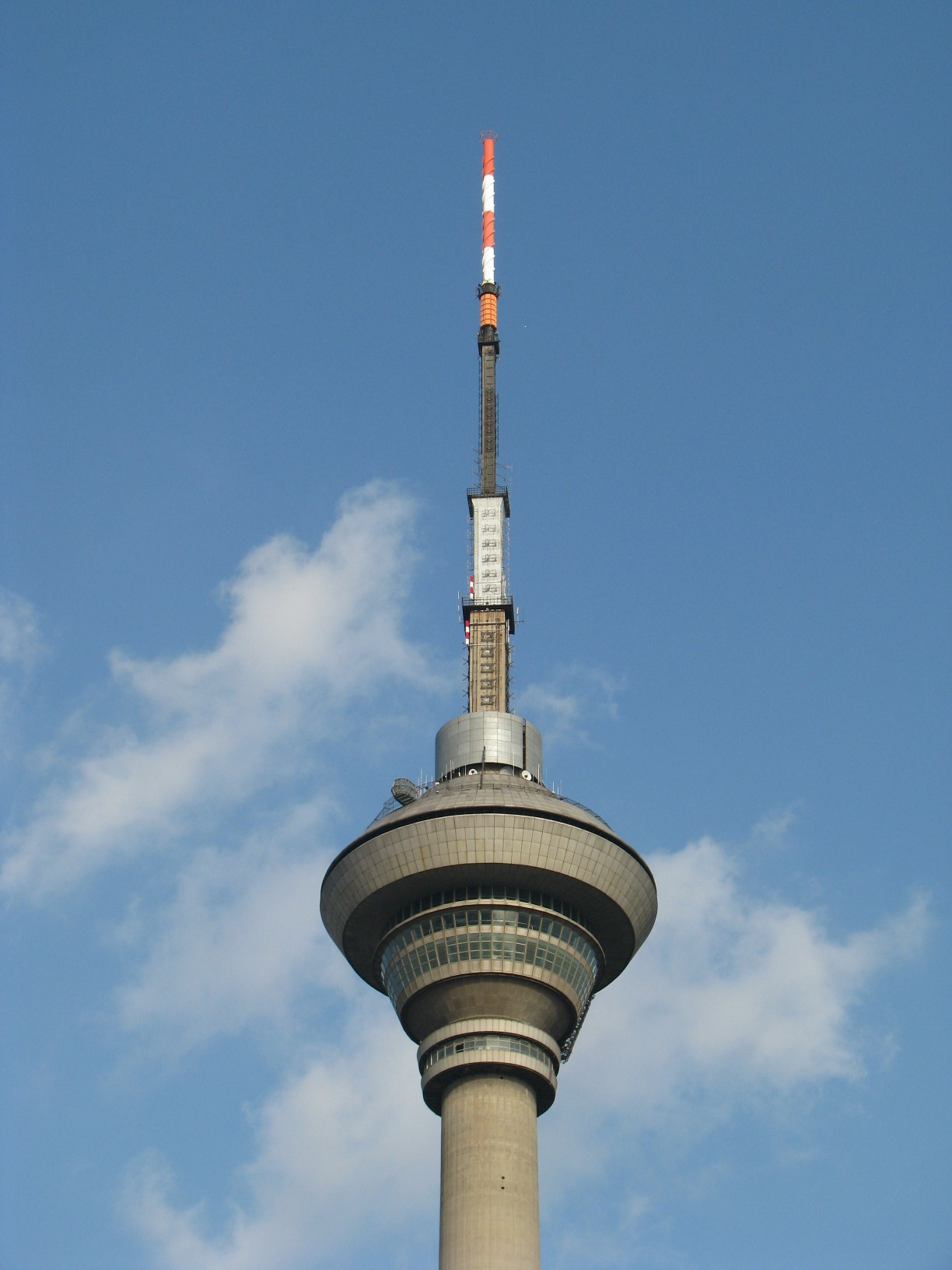
Turmkorb